# Factory Land

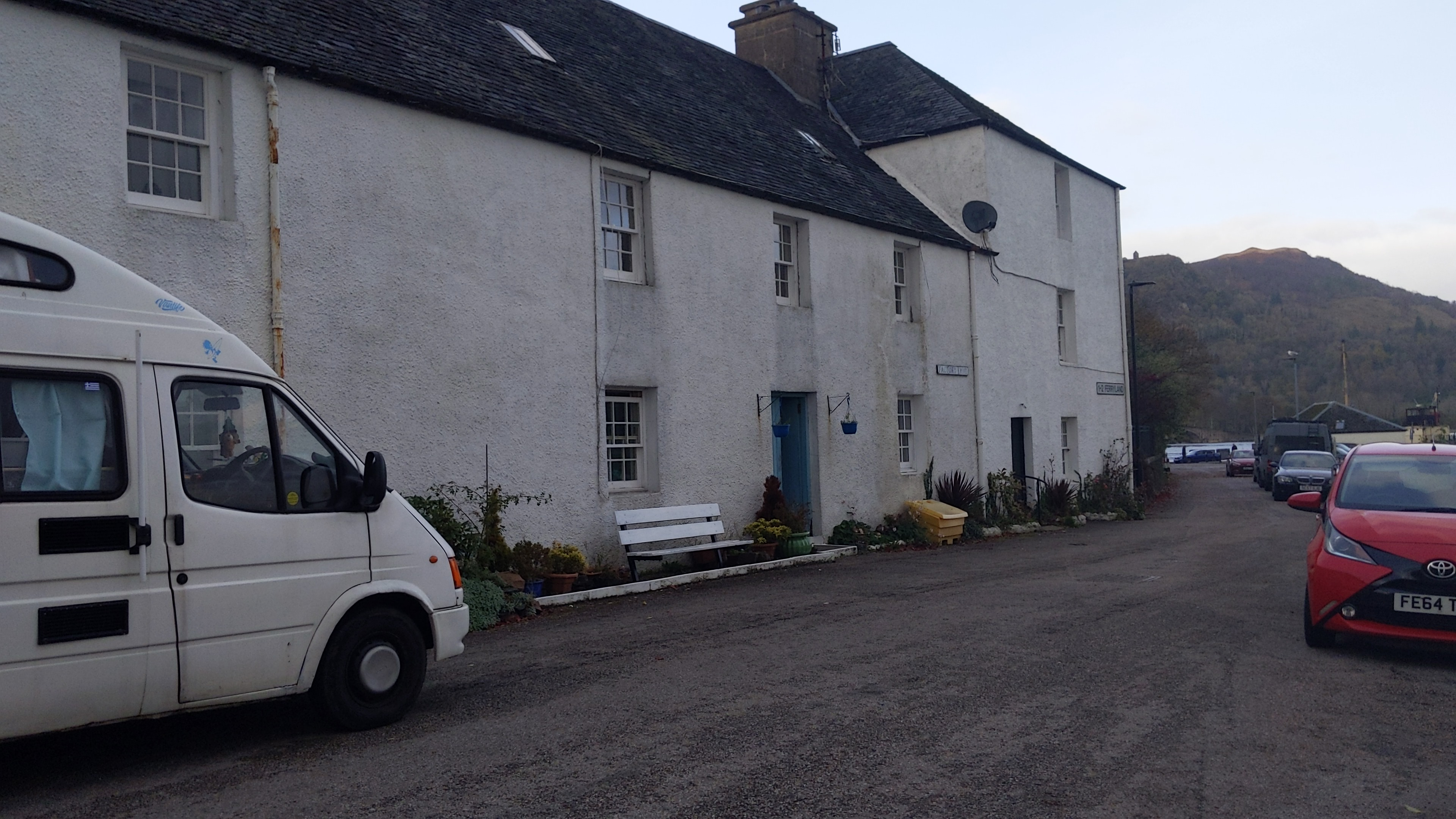
Factory Land

Als Factory Land werden zwei benachbarte Wohngebäude an der Front Street in der schottischen Stadt Inveraray bezeichnet. Das Haus befindet sich an der Küste von Loch Fyne unweit des Schiffsanlegers. Es liegt nördlich des Gerichts- und Gefängnisgebäudes der Stadt. Direkt nördlich schließt sich das Wohnhaus Ferry Land an. 1966 wurde Factory Land in die schottischen Denkmallisten in der höchsten Kategorie A aufgenommen.

## Beschreibung
Historic Scotland geben das späte 18. Jahrhundert als Bauzeitraum des Hauses an. Da große Teile des inneren Bereiches der Planstadt Inveraray in den 1770er Jahren entstanden, liegt die Annahme nahe, dass Factory Land ebenfalls in diesem Jahrzehnt errichtet wurde. Factory Land ist im traditionellen Stil gebaut. In die Vorderfronten beider in geschlossener Bauweise gebauten, zweistöckigen Häuser sind mittig Eingangstüren eingelassen, die von fünf Sprossenfenstern umgeben sind. Auf dem nördlichen der beiden Gebäude sitzt als Mittelhaus ein Satteldach auf. Das südliche schließt hingegen mit einem Walmdach ab. Die Dächer sind mit Schieferschindeln gedeckt. Alle Fassaden sind in der traditionellen Harling-Technik verputzt. An der Gebäuderückseite befindet sich eine Treppe.